# Meester van het Bartolomeüs-altaar

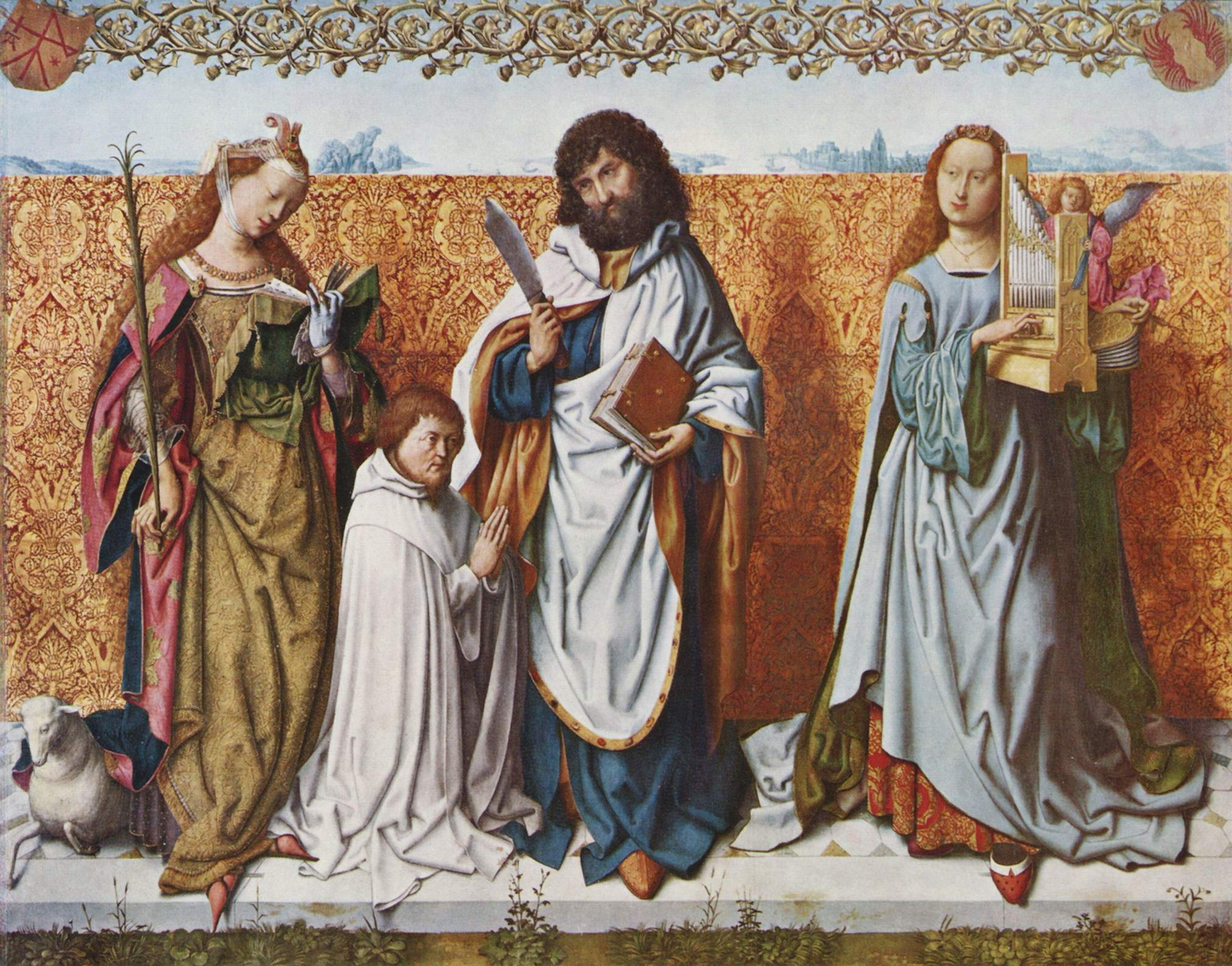
Middelste paneel van het altaarstuk voor het Bartolomeüs-altaar

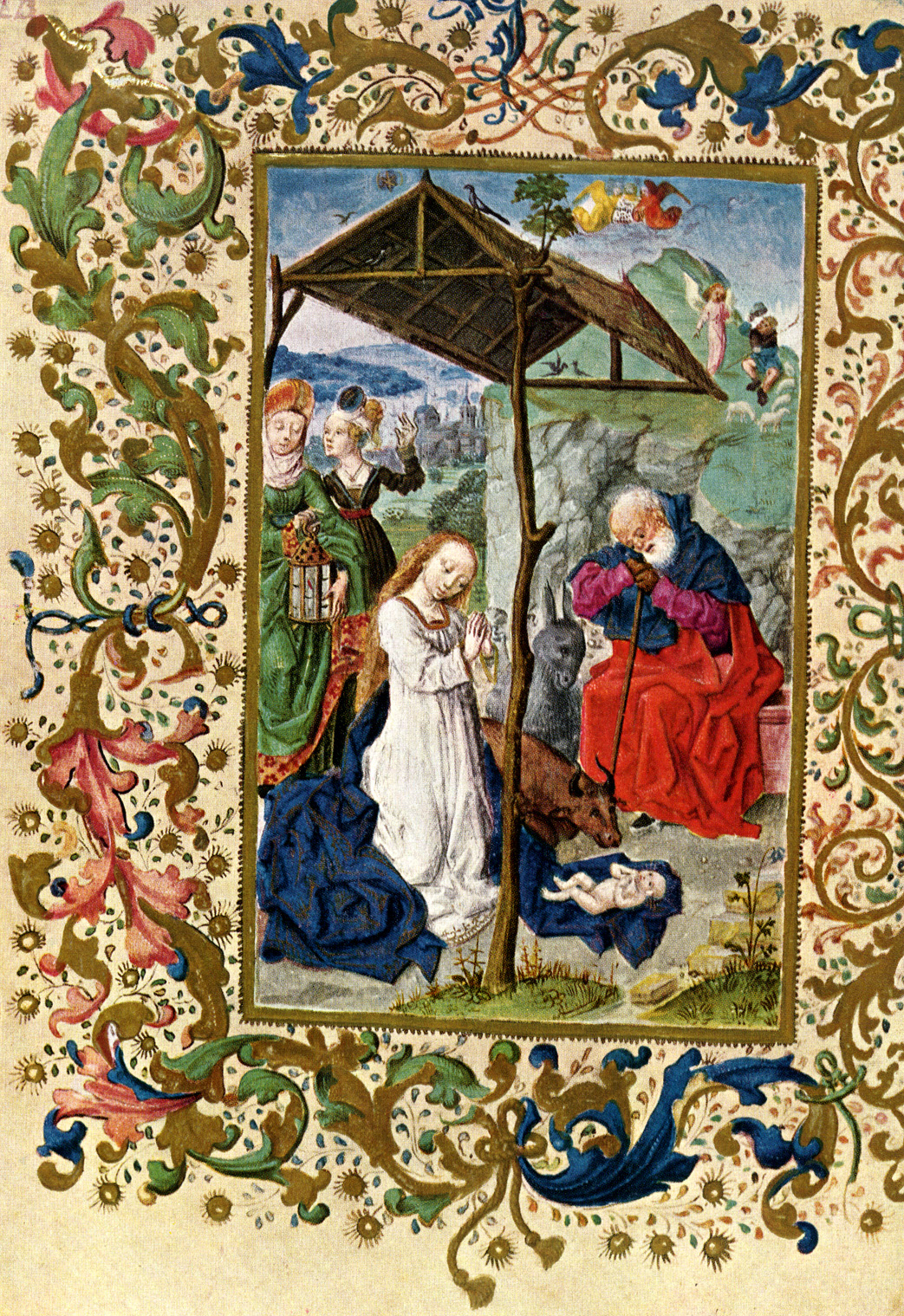
Illustratie uit het getijdenboek van Sophia van Bylant, ca. 1475

Meester van het Bartolomeüs-altaar (ca. 1445 – Keulen, ca. 1515) is de noodnaam voor een vermoedelijk uit Nederland afkomstig schilder en boekverluchter die voornamelijk werkzaam was in Duitsland, met name in (de omgeving van) Keulen. Hij wordt ook Meester van de heilige Bartolomeüs genoemd.
Hoewel over het leven van de kunstenaar weinig bekend is, is zijn werk en zijn carrière door deskundigen op grond van zijn stijl goed te volgen. De naam van de meester verwijst naar het Altaar van St. Bartholomäus, een altaarstuk dat hij vervaardigde voor de Keulse kerk St. Kolumba. Het stuk dateert uit de periode 1505 – 1510 en toont de apostel Bartolomeüs in gezelschap van de heiligen Agnes en Cecilia. Het bevindt zich nu in de Alte Pinakothek in München.
Aangezien veel van het werk van deze kunstenaar betrekking heeft op de kartuizerorde, wordt wel vermoed dat hijzelf als monnik of als lekenbroeder bij deze orde betrokken was.
Dat de meester mogelijk uit de (noordelijke) Nederlanden afkomstig was of althans daar werd opgeleid, valt op te maken uit een vroeg werk, daterend uit ca. 1475: het getijdenboek van Sophia van Bylant, een werk uit de laat-gotische boekilluminatie vervaardigd in de omgeving van Arnhem of Utrecht. Vroege schilderijen uit de jaren 1480, zoals de Aanbidding der Koningen en de Madonna met Kind en Sint Anna, beide te vinden in de Alte Pinakothek in München, vertonen overeenkomsten met de Noord-Nederlandse kunst en zijn wellicht in Nederland vervaardigd. 
Andere altaarstukken van zijn hand zijn de voor Keulen vervaardigde stukken voor het Thomas-altaarstuk (ca. 1500) en Kruisiging-altaarstuk (ca. 1505), thans beide in het Wallraf-Richartz-Museum in Keulen.
Zijn werken vertonen invloeden van de Zuid-Nederlandse schilders Rogier van der Weyden, Hugo van der Goes en Dieric Bouts.
Naast het genoemde getijdenboek en de altaarstukken zijn diverse kleinere devotieschilderingen van hem bekend. 
Ongeveer vijfentwintig schilderijen zijn aan hem toegeschreven.